# Stefan Verra

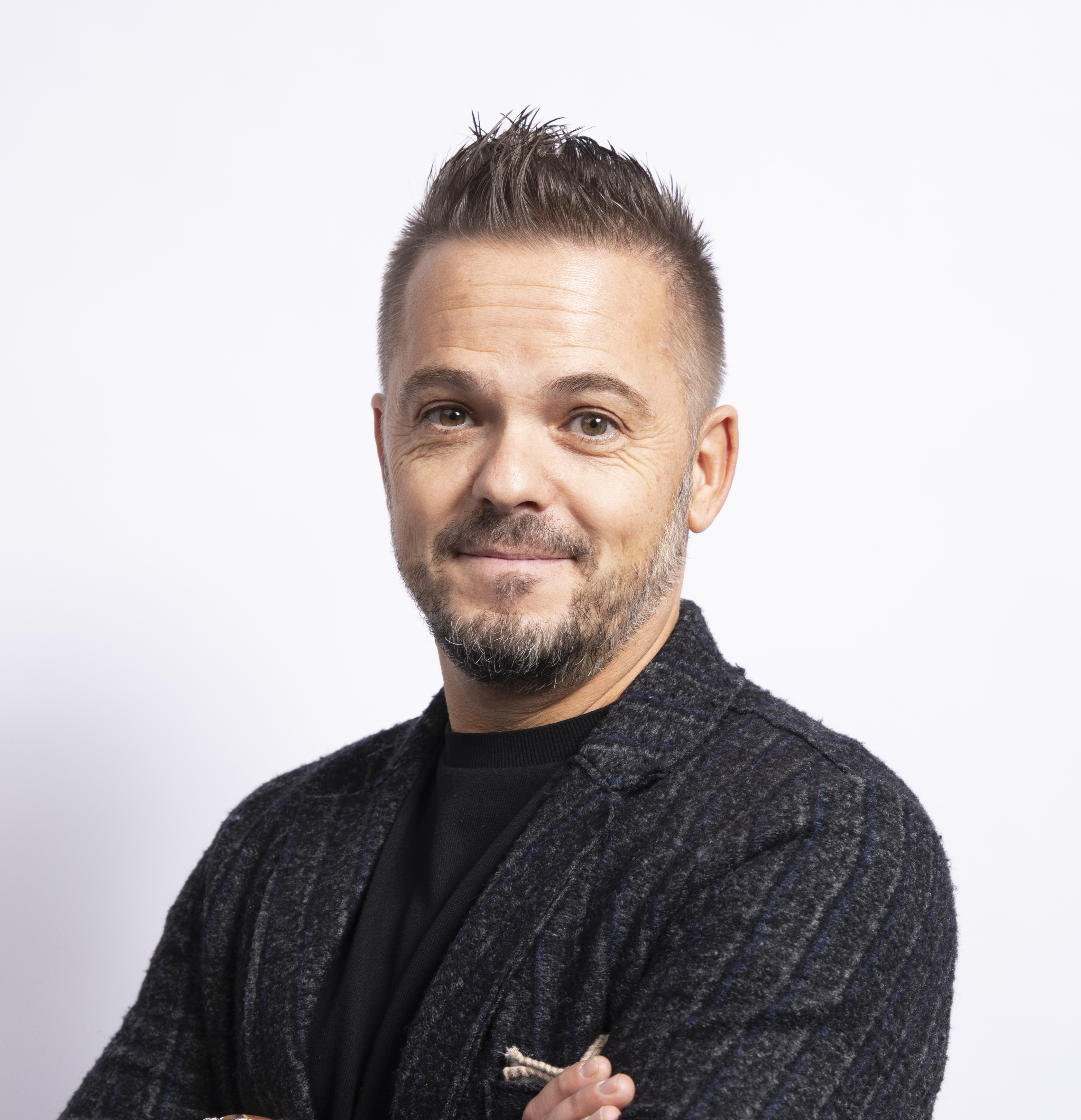
Stefan Verra (2021)

Stefan Verra (* 2. April 1973 in Lienz) ist ein österreichischer Autor, Redner und wurde als Experte für Körpersprache bekannt.

## Leben
Stefan Verra wurde als Sohn eines Bildhauers in Lienz geboren, wo er auch seine Kindheit und Jugend verbrachte. Nach der Matura studierte er Schlagzeug sowie Musikpädagogik in Klagenfurt und Wien. Beides schloss er 1997 ab. Bis 2000 war er Berufsmusiker. In den anschließenden Jahren verlagerte er seinen Fokus auf die Funktion von Körpersprache. Seither ist er als Redner und Experte für Körpersprache tätig. Er hält dazu Vorträge und ist in Interviews und Rundfunkprogrammen als Experte zu Gast, wie zum Beispiel 2021 in den ORF III Sommer(nach)gesprächen. Verra ist seit März 2022 als Kolumnist für die Kleine Zeitung tätig.

## Publikationen (Auswahl)
- Die Macht der Körpersprache im Verkauf. (1. und 2. Auflage: Die Körpersprache im Verkauf.) 4., erweiterte Auflage. Signum, Wien 2011, ISBN 978-3-85436-428-3.
- Hey, dein Körper spricht! Worum es bei Körpersprache wirklich geht. 2. Auflage. Edel, Hamburg 2015, ISBN 978-3-8419-0325-9.
- Hey, dein Körper flirtet! Echt männlich, richtig weiblich – was wir ohne Worte sagen. Edel, Hamburg 2016, ISBN 978-3-8419-0427-0.
- Leithammel sind auch nur Menschen: Die Körpersprache der Mächtigen. Ariston-Verlag, München 2019, ISBN 978-3-424-20202-1.
- Körpersprache gendert nicht: weibliche und männliche Signale verstehen – und Erfolgsfaktoren gezielt einsetzen. Ariston-Verlag, München 2023, ISBN 978-3-424-20271-7.